# Ánchel Conte
Ánchel Bruno Conte Cazcarro (Alcolea de Cinca, Huesca, 15 de octubre de 1942 - Almería, 22 de noviembre de 2023) fue un escritor español en aragonés. Doctor en Geografía e Historia, Licenciado en Filosofía y Letras y catedrático de enseñanza secundaria, se jubiló en 2003. Fue miembro fundador de la Academia Aragonesa de la Lengua, tras ser nombrado por el Gobierno de Aragón. 
Reorganizó el Partido Comunista de España (PCE) en la provincia de Teruel en los últimos años del franquismo y posteriormente militó en Izquierda Unida de Aragón.

## Biografía
Fue miembro del equipo fundador de Andalán, revista aragonesista escrita plenamente en español, excepto los artículos que en ella publicaban en aragonés o en catalán algunos colaboradores, como él mismo. Fue uno de los fundadores del Consello d'a Fabla Aragonesa. Durante su estancia en Aínsa como profesor de Historia llevó a cabo una intensa labor de investigación del folclore de la comarca de Sobrarbe y fundó la agrupación folclórica Viello Sobrarbe. Es una figura imprescindible de la literatura contemporánea en aragonés. Ha escrito tanto poesía como novela, además de varias colecciones de relatos.
Fue miembro del Consello Asesor del I Congreso ta ra normalizazión de l'aragonés, pero no firmó los acuerdos gráficos de 1987, aunque ha escrito después algunos de sus libros con esa ortografía, exceptuando su último poemario, en el que ha vuelto a escribir como lo hacía con anterioridad a 1987, sin seguir ninguna de las normas de las distintas asociaciones. No quiso participar en el II Congreso de l'Aragonés, rechazando formar parte de  l'Academia de l'Aragonés.
Como investigador, aparte de más de cuarenta artículos de historia medieval altoaragonesa, publicados en revistas y en congresos nacionales e internacionales, ha publicado cuatro obras destacadas en la historiografía de la región : La Encomienda del Temple de Huesca (1986), La aljama de moros de Huesca (1992), Los moriscos de la ciudad de Huesca: una convivencia rota (2009), "La Aljama de moros de Barbastro" (2013) y "Los moros de la conarca de Barbastro y tierras del Cinca" (2016) Algunos de sus artículos y comunicaciones han sido escritos en aragonés, de manera que ha sido pionero en el uso de esa lengua también en el campo de la Historia. Formó parte del equipo que escribió el didáctico y pedagógico libro El aragonés: identidad y problemática de una lengua (1977).
Ha recibido varios premios literarios, además de los citados más abajo: el Premio de Cuentos en Aragonés Ciudad de Barbastro (1970) y premios en la Fiesta de la Poesía de Huesca de 1968, 1969, 1970 y 1971. En 2001 recibió el premio de la Universidad de Zaragoza para poesía en aragonés por el poemario Como plebia sobre o bientre, editado en el poemario E zaga o mar o desierto (2002). 
Además, en 2008 se presentó como candidato al Senado por la provincia de Huesca en la lista de Izquierda Unida. No saliendo elegido, acabando en el puesto 13 cuando se elegian los 4 más votados.
En mayo de 2009 el Gobierno de Aragón le concedió la Medalla al Mérito Cultural por su larga trayectoria en el estudio, divulgación y defensa del patrimonio cultural popular, especialmente de la lengua aragonesa.

## Obra

### Poemarios
- 1972, No deixez morir a mía voz (reeditada en 1986 y traducida al castellano y al ruso en 2002).
- 1996, O tiempo y os días
- 2002, E zaga o mar o desierto Premio Saputo a la mejor obra en aragonés de 2002.
- 2014, Luna que no ye luna - Luna que no es luna
- 2017,  Digo sinse dicir / Digo sin decir"

### Colecciones de relatos
- 1997, O rafe d'o espiello
- 2004, De ordo sacerdotalis

### Novelas
- 2000, O bolito d'as sisellas; Premio Saputo a la mejor obra en aragonés de 2000.
- 2000, Aguardando lo zierzo; Premio Ciudad de Barbastro, 2002; traducida al ruso (2004), al castellano -Esperando al cierzo- (2007; 3.ª edición, 2009) y al francés -Cierzo- (2009). También ha sido grabada por la ONCE para invidentes.

Tiene poemas y cuentos publicados en Argensola, Andalán, Fuellas, Rolde, Luenga e Fablas, entre otras revistas. Algunos poemas suyos han sido traducidos al castellano, francés, inglés, alemán y portugués. Su poesía Mai ("madre"), con música de Gabriel Sopeña, fue cantada por José Antonio Labordeta y el propio Sopeña en el disco Con la voz a cuestas (Prames, 2001). Posteriormente fue versionada por Manolo García y por Olga y los Ministriles. Igualmente, realizó para Sopeña las adaptaciones del castellano al aragonés de Morir de Piel (2024) y L´Albada del Ababol (2014), ambas sobre texto en español de Sopeña.